# 片無去
片無去（かたむさり）は、北海道厚岸郡厚岸町にある地名。郵便番号は088-1137。

## 地理
旧太田村の西部に位置し、川上郡標茶町に隣接する。

## 歴史

### 地名の由来
「ツルコケモモの湿原」を意味するアイヌ語「カタㇺ・サㇽ」に由来する 。

### 沿革
- 1900年（明治33年） - 片無去駅逓所が設置される[4]。
- 1950年（昭和25年） - 南片無去地区に集団入植[4]。
- 1955年（昭和30年）4月1日 - 太田村の南半分が厚岸町に編入合併したことで厚岸町の一部となる[5]。
- 1962年（昭和37年） - 片無去パイロット地区入植開始[4]。
- 2005年（平成17年）11月14日 - 厚岸町字名改正事業に伴い、大字太田村字片無法、チャンベツ、大別、セタニウシ、中チャンベツ、オポロマップをもって片無去が成立する[6][7]。

## 世帯数と人口
2023年（令和5年）3月31日現在の世帯数と人口は以下のとおりである。
| 地区名 | 世帯数 | 人口  |
| ------ | ------ | ----- |
| 太田   | 54世帯 | 119人 |

## 小・中学校の学区
町立小・中学校に通う場合、学区は以下の通りとなる。
|      | 小学校             | 中学校             |
| ---- | ------------------ | ------------------ |
| 全域 | 厚岸町立太田小学校 | 厚岸町立太田中学校 |

## 交通
- 北海道道1128号厚岸昆布森線

## 施設
- 井上耕介殉職の碑